# Boys Don't Cry (film)
Boys Don't Cry är en amerikansk independent-dramafilm från 1999. Filmen baseras på den verkliga historien om Brandon Teena, en ung transman, som våldtogs och mördades av sina manliga vänner efter att de fått reda på att han haft vad de ansåg vara biologiskt feminina egenskaper. Hilary Swank spelar Brandon Teena och Chloe Sevigny spelar Brandons flickvän, Lana Tisedale.
Boys Don’t Cry fick överväldigande positiva reaktioner från kritikerna, speciellt för Swanks och Sevignys prestationer. Med tanke på den relativt låga budgeten och att det var en independentproduktion får filmen anses vara något av en succé. Swank belönades 1999 med en Oscar för bästa kvinnliga huvudroll och Sevigny nominerades för bästa kvinnliga biroll.
Filmen utspelar sig i Lincoln, Nebraska och Falls City, Nebraska men filmades i Dallas, Texas. Filmen kom ut ungefär samtidigt som en homosexuell tonåring, Matthew Shepard, mördades vilket medförde extra intresse för filmen.
Boys Don't Cry skrevs av Kimberly Peirce och Andy Bienen och regisserades av Peirce. Förutom Swank medverkar också Chloë Sevigny, Peter Sarsgaard, Brendan Sexton, Alicia Goranson och Jeanetta Arnette.

## Musik
Titelsången till filmen, "Boys Don't Cry", skrevs och framfördes av The Cure 1979 och var också namnet på albumet låten kom ut på. En cover på låten, framförd av Nathan Larson, spelas upp när Swanks karaktär släpps från fängelset och återförenas med sin väntande Lana. De springer ner för ett par trappor samtidigt som sången fortsätter spela; den spelar sen i bakgrunden under en scen i en bar och halva efterföljande kärleksscen.

## Priser och nomineringar
Oscar:
- Vunna: Bästa kvinnliga huvudroll (Hilary Swank)
- Nominerade: Bästa kvinnliga biroll (Chloë Sevigny)

Golden Globe:
- Vunna: Best Performance by an Actress in a Motion Picture - Drama (Hilary Swank)
- Nominerade: Best Performance by an Actress in a Supporting Role (Chloë Sevigny)

BAFTA:
- Nominerade: Best Performance by an Actress in a Leading Role (Hilary Swank)

National Board of Review:
- Vunna: Breakthrough Performance - Female (Hilary Swank)
- Vunna: Outstanding Directorial Debut (Kimberly Peirce)

Satellite Awards:
- Vunna: Best Performance by an Actress in a Motion Picture - Drama (Hilary Swank)
- Vunna: Best Performance by an Actress in a Supporting Role - Drama (Chloë Sevigny)
- Nominerade: Best Picture - Drama
- Nominerade: Best Director (Kimberly Peirce)

Stockholms filmfestival:
- Vunna: Audience Award